# Dorando Pietri
Dorando Pietri (Mandrio, 16 de outubro de 1885 – San Remo, 7 de fevereiro de 1942) foi um maratonista italiano que, nos Jogos Olímpicos de 1908 em Londres, protagonizou um dos mais dramáticos momentos da história olímpica.

## História olímpica
Após liderar solitário os últimos quilômetros da maratona, ele chegou ao Estádio Olímpico de White City completamente exaurido e desorientado, caindo ao chão da pista de atletismo por diversas vezes. Próximo da chegada e do desfalecimento completo, Dorando - que levou cerca de dez minutos para completar os 400 m da volta na pista - foi ajudado pelos fiscais a cruzar a linha de chegada, com o que acabou sendo mais tarde desclassificado em prol do norte-americano Johnny Hayes, que chegou na segunda posição sem nenhuma ajuda.
A imagem de sua chegada, ajudado pelos fiscais, é considerada um ícone dos primórdios da fotografia e a primeira grande foto clássica dos esportes, especialmente da maratona, e que ajudou a dar uma grande carga dramática à lendária e desgastante prova. Foi o primeiro dos grandes heróis "não-campeões" da história olímpica que ajudariam a escrever a dramaticidade da mais longa prova do atletismo. Só oitenta anos depois um italiano conquistaria a medalha de ouro na maratona para a Itália - Gelindo Bordin em Seul 88 - e a dedicaria à memória de Dorando Pietri.

## Celebridade internacional

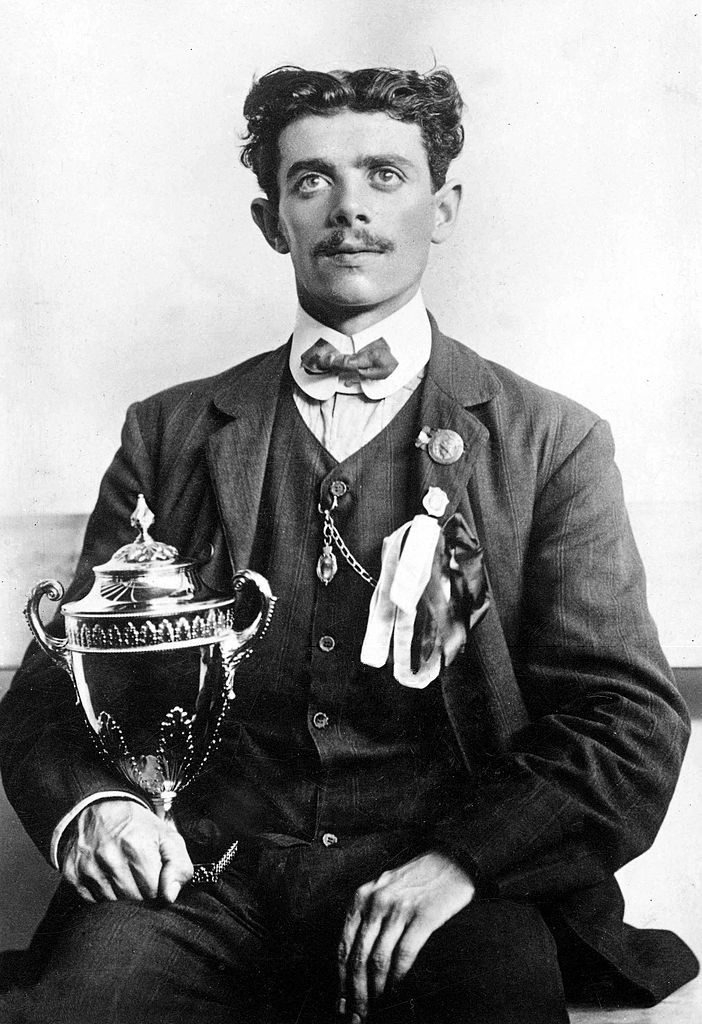
Dorando e seu troféu recebido das mãos da Rainha Alexandra.

Dorando foi posteriormente reconhecido como um grande herói olímpico, e recebeu um troféu de consolação por seu esforço das mãos da própria Rainha da Inglaterra.
A ele seguiram-se, mais de setenta anos depois, a maratonista suíça Gabriela Andersen-Scheiss, que emocionou o mundo ao se arrastar até a linha de chegada da primeira maratona feminina em Los Angeles 1984 e o brasileiro Vanderlei Cordeiro de Lima, derrubado e arrastado para fora da pista por um fanático religioso quando liderava a prova a menos de seis quilómetros da chegada, nos Jogos de Atenas 2004, conseguindo mesmo assim conquistar a medalha de bronze.
Apesar de não terem ganhado o ouro olimpico, Dorando, Gabriela e Vanderlei tornaram-se mais famosos e recordados que a maioria dos campeões olímpicos de qualquer esporte ou modalidade.
Após as Olimpíadas, Dorando e Johnny Hayes, que herdou a medalha de ouro do italiano, enfrentaram-se em duas corridas em Nova Iorque, como uma espécie de revanche. Dorando Pietri venceu as duas. Ele foi transformado numa grande celebridade internacional, tendo um canção feita com seu nome pelo compositor Irving Berlin e fez uma grande turnê de corridas nos Estados Unidos, ganhando 17 das 22 provas que disputou no país.
Sua última maratona foi disputada em 1910 na América do Sul, onde conseguiu seu melhor tempo para a prova (2h38m) em Buenos Aires, Argentina.